# Roscoe (Illinois)
Roscoe és una població dels Estats Units a l'estat d'Illinois. Segons el cens del 2000 tenia 6.244 habitants.

## Demografia
Segons el cens del 2000, Roscoe tenia 6.244 habitants, 2.211 habitatges, i 1.740 famílies. La densitat de població era de 260,6 habitants/km².
Dels 2.211 habitatges en un 44,5% hi vivien nens de menys de 18 anys, en un 67,4% hi vivien parelles casades, en un 7,1% dones solteres, i en un 21,3% no eren unitats familiars. En el 16,5% dels habitatges hi vivien persones soles el 4,3% de les quals corresponia a persones de 65 anys o més que vivien soles. El nombre mitjà de persones vivint en cada habitatge era de 2,82 i el nombre mitjà de persones que vivien en cada família era de 3,19.
Per edats la població es repartia de la següent manera: un 31,7% tenia menys de 18 anys, un 6,5% entre 18 i 24, un 35,6% entre 25 i 44, un 19,6% de 45 a 60 i un 6,7% 65 anys o més.
L'edat mediana era de 33 anys. Per cada 100 dones de 18 o més anys hi havia 99,3 homes.
La renda mediana per habitatge era de 59.267 $ i la renda mediana per família de 61.515 $. Els homes tenien una renda mediana de 48.356 $ mentre que les dones 30.060 $. La renda per capita de la població era de 25.324 $. Aproximadament l'1,7% de les famílies i el 2,9% de la població estaven per davall del llindar de pobresa.

## Poblacions més properes
El següent diagrama mostra les poblacions més properes.